# Santuario della Madonna del Soccorso (Sasso d'Ombrone)
Il santuario della Madonna del Soccorso si trova a Sasso d'Ombrone nel comune di Cinigiano.
La chiesa esiste per lo meno dal Cinquecento, ma fu interamente ricostruita nelle forme attuali nel 1872.
L'edificio ha l'interno ad aula scandito da un arcone trasversale e concluso da un'abside semicircolare. La piccola tela con la Madonna col Bambino e i Santi Antonio abate e Antonio da Padova, racchiusa entro una macchina lignea ottocentesca collocata sull'altare maggiore, è probabilmente una copia posteriore dell'antica tavola ritrovata nel 1640 in un muro nei pressi della chiesa.
Il dipinto, di fattura popolaresca, era ritenuto miracoloso ed era oggetto di una speciale venerazione popolare, testimoniata fra l'altro dagli stendardi ex voto riproducenti tale effigie, appesi alle pareti.